# 6215 Mehdia
6215 Mehdia è un asteroide della fascia principale. Scoperto nel 1973, presenta un'orbita caratterizzata da un semiasse maggiore pari a 2,7036956 UA e da un'eccentricità di 0,0670627, inclinata di 1,64180° rispetto all'eclittica.